# Nycticorax
Nycticorax – rodzaj ptaków z podrodziny czapli (Ardeinae) w obrębie rodziny czaplowatych (Ardeidae).

## Zasięg występowania
Rodzaj obejmuje gatunki występujące na wszystkich kontynentach z wyjątkiem rejonów antarktycznych.

## Morfologia
Długość ciała 55–65 cm, rozpiętość skrzydeł 95–116 cm; masa ciała 278–1100 g.

## Systematyka

### Etymologia
- Nycticorax: epitet gatunkowy Ardea nycticorax Linnaeus, 1758; łac. nycticorax, nycticoracis „nieznany ptak”, prawdopodobnie sowa, od gr. νυκτικοραξ nuktikorax, νυκτικορακος nuktikorakos „złowróżbny ptak” wspomniany przez Arystotelesa, Hezychiusza i innych autorów, prawdopodobnie jakiś rodzaj sowy, ale długo wiązany ze ślepowronem, od gr. νυξ nux, νυκτος nuktos „noc”; κοραξ korax, κορακος korakos „kruk”, od κρωζω krōzō „krakać”[9].
- Maridus: być może nazwa klasyczna, ale bardziej prawdopodobne, że jest to fantazyjna interpretacja nazwy, na którą Wood natknął się w literaturze (por. Myrddin lub Merlin, legendarny prorok, bard i czarodziej; łac. Maridunum lub Moridunum „Carmarthen”, Walia)[9]. Gatunek typowy: Maridus luteus C.T. Wood, 1837 (= Ardea nycticorax Linnaeus, 1758).
- Nyctiardea: gr. νυκτι- nukti- „nocny”, od νυξ nux, νυκτος nuktos „noc”; łac. ardea „czapla”[9]. Gatunek typowy: Ardea nycticorax Linnaeus, 1758.
- Scotaeus: gr. σκοταιος skotaios „w ciemności” od σκοτος skotos „ciemność”[9]. Gatunek typowy: Ardea nycticorax Linnaeus, 1758.
- Nycterodius: gr. νυξ nux, νυκτος nuktos „noc”; ερωδιος erōdios „czapla”[9]. Gatunek typowy: Nycterodius nycticorax Macgillivray, 1842 (= Ardea nycticorax Linnaeus, 1758).
- Megaphoyx: gr. μεγας megas, μεγαλη megalē „wielki”; φωυξ phōux „czapla”[9]. Gatunek typowy: Ardea megacephala A. Milne-Edwards, 1873.

### Podział systematyczny
Do rodzaju należą następujące gatunki:
- Nycticorax duboisi (Rothschild, 1907) – ślepowron duży – takson wymarły przed 1700 rokiem[11]
- Nycticorax mauritianus (E. Newton & Gadow, 1893) – ślepowron maurytyjski – takson wymarły pod koniec XVII wieku[12]
- Nycticorax megacephalus (A. Milne-Edwards, 1873) – ślepowron wielkogłowy  – takson wymarły w XVIII wieku[13]
- Nycticorax nycticorax (Linnaeus, 1758) – ślepowron zwyczajny
- Nycticorax caledonicus Olson & Wingate, 2006 – ślepowron rdzawy
- Nycticorax olsoni Ashmole, Simmons & Bourne, 2003 – takson wymarły w XVI wieku
- Nycticorax fidens Brodkorb, 1963  – późny miocen, McGehee Farm, USA (skamielina)
- Nycticorax kalavikai  Steadman, Worthy, Anderson & Walter, 2000 –  wyspa Niue,  takson wymarły